# Grafschaft Hiémois
Die Grafschaft Hiémois, lateinisch pagus Oximensis, war eine karolingische Grafschaft mit der Hauptstadt Exmes.
Sie bestand aus 4–5 Teilen:
- Die centena Noviacensis um Neuvy-au-Houlme
- Die centena Saginsis um Sées
- Die centena Alancioninsis um Alençon
- Die centena Corbonensis um Corbon, die Keimzelle der späteren Grafschaft Le Perche

## Personen
- Wilhelm, Graf von Eu und Hiémois
- Turstin Goz, Vicomte d’Hiémois
- Roger I. de Montgommery, † wohl 1040, 1024 Vicomte d’Hiémois
- Hugues de Montgommery, † vor 1050, Vicomte d’Hiémois
- Roger II. de Montgommery, † 1094, Vicomte d’Hiémois, Earl of Shrewsbury